# 武帕尔
武帕尔 (楚瓦什语: Вупăр (Vupăr) 或 Вупкăн (Vupkăn)；塔塔尔语: Убыр；土耳其语: Ubır) 是突厥语族神话或民间传说中靠吸食死人或活人生命精华(通常为血液形式)而生存的神话生物。
武帕尔的形象通常被说成外形臃肿、颜色黑红，这些特点往往归咎于吸血。在民间传说中，吸血鬼形成的原因多种多样。在突厥语和斯拉夫传说中，被任何动物，特别狗或猫跳过的尸体，就可能会变成僵尸。武帕尔会重新回到生前被它们杀死以吸取生命精华的尸体中。
在世界各地几乎每一种文化的很多世纪中都发现了有关吸食活人血肉的灵异故事，几乎每一个国家都有与吸血有关的某种亡灵或恶魔，或在某些情况下，是一种神灵。
在《乌拉尔-巴图尔》史诗(the Epic of Ural-Baty)中讲述一则有关吸血的故事。一次，在父母外出打猎后，舒勒根(Shulgen)挑动乌拉尔(Ural)一道喝动物血，那是家里留给父母的，乌拉尔拒绝了，而舒勒根却独自喝了。父母回家后诅咒了舒勒根并将他抛弃。

## 斯拉夫文化中
该词在几乎很多不同斯拉夫语言中都有着相似之处，如：捷克和斯洛伐克是upír及upiór(也许是受东斯拉夫的影响)、乌克兰是упир(upyr)、俄罗斯是упырь(upyr')，白俄罗斯是упыр(upyr)、旧东斯拉夫是упирь(upir')。确切的词源不太清楚。其中提出的原斯拉夫形式是ǫpyrь和ǫpirь。另外，一种并不普遍的理论认为，斯拉夫语借用了突厥语词“Ubır”或“Ubar”(女巫)。捷克语言学家瓦茨拉夫·马海克提出，斯洛伐克动词“vrepiť sa” (附着，撵入)，或者其假想变位词“vperiť sa”(在捷克语中，古动词“vpeřit ”的意思是“猛烈推撞”)作为一个词源的背景，因而将“upír ”译为“刺人、咬人”。
早期在旧俄语中用到该词的是反异教徒论文《格利高里的讲话》(俄语Слово святого Григория)，追溯至11-13世纪，对异教徒“Upyri”崇拜的报道。
通常斯拉夫信仰对灵魂和肉体有着明确的区别。灵魂被看着是不朽。斯拉夫人认为，人死后灵魂会走出体外，在进入永恒的来世之前，会在邻里和工作场所附近游荡40天。因此，异教的斯拉夫人认为有必要打开家里的一扇窗户或门以供灵魂出入。在此期间，相信灵魂具有再次进入死者体内的能力。就像前面提到的精灵。在这40天中，游荡的灵魂既能保佑，也能肆虐其家庭和邻居。当一个人死后，非常强调葬礼的安排，以确保灵魂能洁净、平和地与身体分离。未洗礼的死婴、暴死、夭折或犯重罪之人(如巫师或凶手)等，死后灵魂都是不洁的。假如死者没有得到恰当的安葬，灵魂也会不洁。另外，没有妥当安葬的尸身易受其他不洁灵魂和精灵的侵扰，斯拉夫人非常担心不洁灵魂的报复。
从这些与死亡和灵魂有关的深层次信仰衍生出斯拉夫的武帕尔概念的产生。吸血鬼是一具被恶魔占据着的腐尸。这种不死生物需要吸取生者的血液来维持躯体的存并，并被认为是对生者的嫉妒和复仇。虽然吸血鬼概念在各个斯拉夫国家及一些非斯拉夫邻国间略有不同，但可追溯吸血鬼信仰的发展对斯拉夫地区前基督教时期斯拉夫招魂影响。

## 突厥民间传说
武帕尔（楚瓦什语：Вупăр(Vupăr)）亦名沃帕尔（Вупкăн (Vupkăn)）。楚瓦什神话中的女性凶恶精灵。
某些老巫婆借助于生活在人家里的魔鬼伊耶变成武帕尔。他常常以家畜、火蛇或人的面貌出现，压在睡觉人的身上，使其窒息气闷或者作噩梦；散播疫疠。相传，武帕尔侵犯太阳和月亮，以致造成日蚀和月蚀。这一形象近似鞑靼和巴什基尔神话中的乌贝尔，东斯拉夫神话中的乌佩利和博尔斯克地区鞑靼神话中的米亚茨卡伊。